# Мардефельд, Аксель фон
Барон Аксель фон Мардефельд (Мардефельт; нем. Axel von Mardefeld; 1691, Шведская Померания — 1748) — прусский посол в России (1728—1747), сменивший на этой должности своего дядю, Густава фон Мардефельда. 

## Биография
Родился в 1691 году в Шведской Померании. Сын шведского генерала Арвида Акселя Мардефельта (1655—1708). После смерти отца, по протекции дяди перешёл на прусскую службу. В Пруссии в 1712 году выгодно женился на дочери придворного обер-шенка, получил звание камергера и был в 1724 году отправлен в Санкт-Петербург первоначально в качестве помощника своего дяди, Густава фон Мардефельда, который занимал должность прусского посла в России в 1717—1728 годах.
Когда Густав фон Мардефельд по собственному прошению был освобождён от должности посла (1728), Аксель фон Мардефельд сменил его и оставался прусским послом в России в течение более чем двух десятилетий и четырёх царствований. В 1742 году прусский король пожаловал ему звание действительного тайного советника.
После возвращения в Пруссию, Аксель фон Мардефельд стал кавалером ордена Чёрного орла и кабинет-министром, однако, скончался в Берлине уже в 1748 году.

## Отзывы современников
Испанский посол в России герцог Лирия, в документе, озаглавленном «Характеристики лиц, бывших при русском дворе», и не предназначавшемся для широкого распространения, оставил не слишком лицеприятную характеристику Акселя фон Мардефельда:

Барон Мардефельд, племянник и преемник вышесказанного (Густава фон Мардефельда), был человек умный, но очень злой, не имевший никакой чести. Он вел очень дурную жизнь: любил играть и проигрывал более, чем мог заплатить; не имел ни малейшей способности быть послом и обладал всеми пороками своего дяди, не имея его достоинств.
— Герцог Лирия. Характеристики лиц, бывших при русском дворе
Однако, такая характеристика вряд ли может быть признана верной, если вспомнить, что Аксель фон Мардефельд провёл в должности посла больше 20 лет и имел при дворе в Санкт-Петербурге хорошую репутацию.

## В кино
В сериале «Тайны дворцовых переворотов» роль Акселя фон Мардефельда сыграл Артём Афиногенов.

## Дальнейшее чтение
- Курукин И. В. «Народная воля» (донесение прусского посланника Акселя фон Мардефельда о российском «конституционном кризисе» 1730 года) // Отечественные записки. — 2008. — № 6 (45). — С. 268—272.
- Christian August Ludwig Klaproth, Immanuel Karl Wilhelm Cosmar: Der königlich preußische und kurfürstlich brandenburgische wirkliche geheime Staatsrat an seinem 200jährigen Stiftungstage den 5ten Januar 1805, Berlin 1805, S. 422, Nr. 195.
- Rolf Straubel: Biographisches Handbuch der preußischen Verwaltungs- und Justizbeamten 1740–1806/15. In: Historische Kommission zu Berlin (Hrsg.): Einzelveröffentlichungen. 85. K. G. Saur Verlag, München 2009, ISBN 978-3-598-23229-9,